# Planodema albosternalis
Planodema albosternalis är en skalbaggsart som beskrevs av Stefan von Breuning 1950. Planodema albosternalis ingår i släktet Planodema och familjen långhorningar. Inga underarter finns listade i Catalogue of Life.